# Криве (заказник)
Урочище «Криве́» — ботанічний заказник загальнодержавного значення в Ураїні. Розташований у межах Могилів-Подільського району Вінницької області, неподалік від села Северинівка.
Площа 226 га. Створений 1984 року. Перебуває у віданні Ямпільський ДЛГ (Северинівське лісництво, кв. 27-30).
Охороняються ділянка лісу, що зростає в умовах складної яружно-балкової системи. Особливу цінність має дубовий ліс дереновий — рідкісне для території України угруповання на північній межі його суцільного ареалу, занесене до Зеленої книги України. Багатий трав'яний покрив. З рослин, що охороняються, зростають гніздівка звичайна, лілія лісова, коручка чемерникоподібна, скополія карніолійська, занесені до Червоної книги України.

## Детальний опис
Територія заказника розташована на схилах плакора, сильно розчленованого глибокими балками. Переважають на його території дубові ліси придністровського типу, серед яких домінує група асоціацій дубових лісів кизилових яка є рідкісною в Україні (всі її асоціації внесені в «Зеленої книги  України»). Асоціації на схилах утворюють еколого-фітоценотичні ряди. На найбільш опуклих південних і південно-західних схилах зростають дубові ліси кизилово-горобейникові, на схилах меншої крутизни у верхніх частинах розташовуються дубові ліси кизилово-ландишеві, дещо нижче — кизилово-зірочникові та кмзилово-волосистоосокові. Трапляються невеликі ділянки дубових лісів (з дуба скельного) парвськоосокових. В склад даних угруповань входять світлолюбні середземноморські неморальні види, такі як перлівка ряба і одноквіткова, купина лікарська, медунка м'яка, півники злаколисті, шоломник високий, осока парвська тощо.
Зростає також ряд малорозповсюджених середньоєвропейських видів — шавлія клейка, арум Бессера, підсніжник білосніжний, зубниця залозиста. В заказнику є грабово-дубові ліси складної будови і складу, типові ждя Подільського Придністров'я. В їхніх деревостанах трапляється, окрім дуба звичайного і граба, дуб скельний, клокичка периста, берека, ясен високий, клен явір, черешня пташина, ільм граболистий. В підліску одинокими екземплярами трапляються кизил, свидина криваво-червона, гордовина.
З рослин, занесених до Червоної книги України, зростають скополія карніолійська, зозулині сльози яйцеподібні, гніздівка звичайна, коручка черемникоподібна, любка зеленоквіткова.

## Характеристика території
За фізико-географічним району в діям України ця територія належить до Ямпільсько-Придністровського району Придністровсько-Подільської області Дністоровсько-Дніпровської лісостепової провінції Лісостепової зони. Для території, на якій розташовано заказник, характерними терасові лесові рівнини з сірими і темно-сірими ґрунтами грабовими дібровами. З геоморфологічного погляду ця територія являє собою підвищену пластову сильнорозчленовану структурно-денудаційну рівнину. Клімат території помірно континентальним. Для нього характерне тривале, нежарке літо, і порівняно недовга, м'яка зима. Середня температура січня становить -5,5°... -5°С, липня + 19,5°...+20°С. Річна кількість опалів складає 475-500 мм.
За геоботанічним районуванням України ця територія належить до Європейської широколистяної області, Подільсько-Бесарабської провінції, Вінницького (Центральпоподільського) округу.